# Publio Suillio Rufo
Publio Suillio Rufo (I secolo a.C. – I secolo) è stato un politico romano, genero del poeta Ovidio.
Ricoprì la questura sotto Germanico, ma dopo la morte di costui (19) venne accusato di corruzione e condannato, nel 24, all'esilio. Rimpatriato sotto il principato di Caligola, figlio di Germanico, completò il cursus honorum divenendo console. Mantenne una certa rilevanza anche sotto Claudio, divenendo nel 52 proconsole d'Asia (grazie soprattutto alle sue delazioni), ma si inimicò Seneca, le cui accuse gli valsero nel 64 l'esilio alle Baleari.